# Ada Damm

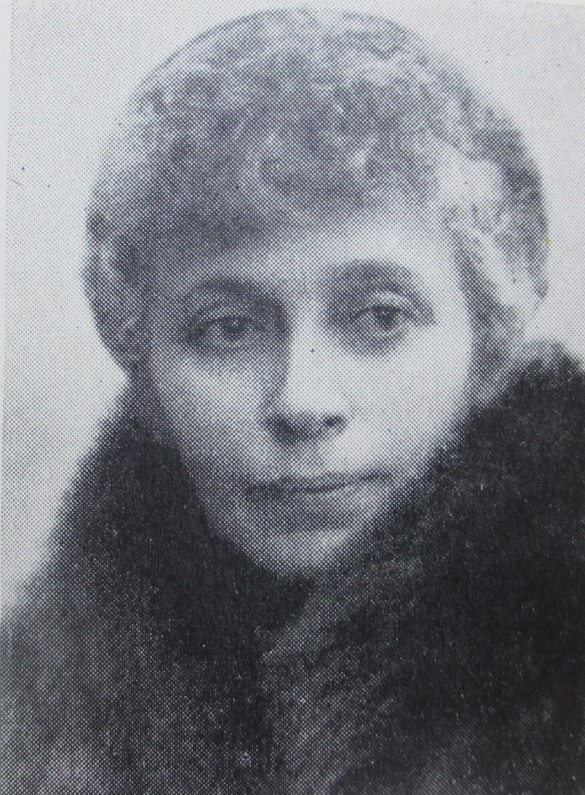
Ada Damm.

Ada Aurora Damm, född Charlès 10 mars 1869 i Katarina församling, Stockholm, död 24 april 1961 i Molla församling, Älvsborgs län, var en svensk journalist och skriftställare.
Damm, som var dotter till provinsialläkare August Charlès, kom som barn till Borås, där hon gick i elementarläroverk och bedrev därefter omfattande språkstudier. Hon ingick 1895 äktenskap med ingenjör Arvid Damm och blev 1897 mor till Axel Damm. Paret separerade dock kort därefter, då maken erhållit en tjänst som disponent i Tammerfors. Hon var verksam som journalist, skriftställare och hembygdsforskare samt var ledamot av styrelsen för Moderata kvinnoföreningen i Borås. Utöver nedanstående skrifter utgav hon ny upplaga (1920) av Nils Hufwedsson Dals avhandling Boërosia, Urbs, per Regna Septemtrionis mercatura nobilis av år 1719 och Olof Rudbecks Boråsiade av år 1776. Hon var vid sitt frånfälle bosatt i Torpåkra. Ada Damm är begravd på S:t Ansgars griftegård i Borås.